# Власна Його Імператорської Величності канцелярія
Власна Його Імператорської Величності канцелярія — особиста канцелярія російських імператорів, згодом видозмінена в один з центральних органів влади. Була створена за Петра I, реформована при Катерині II, скасована Олександром I при створенні міністерств; проте в 1812 році знову заснована для роботи зі справами, які вимагали особистої участі державця. Функції Власної канцелярії імператором Миколою I були значно розширені. Вона проіснувала до краху Російської імперії в 1917 році. З 1826 і до 1881 року Власна канцелярія поділялась на декілька самостійних відділень, значення кожного дорівнювало міністерському.